# Bandiere degli stati e dei territori australiani
Questa è una lista di bandiere degli stati e territori australiani. Tutti gli altri territori esterni, in larga parte disabitati, usano la bandiera australiana.

## Bandiere dei principali stati e territori australiani

Bandiera del Territorio della Capitale Australiana
Bandiera del Nuovo Galles del Sud
Bandiera del Queensland
Bandiera dell'Australia Meridionale
Bandiera della Tasmania
Bandiera del Territorio del Nord
Bandiera del Victoria
Bandiera dell'Australia Occidentale

## Territori esterni australiani

Bandiera dell'Isola di Natale
Bandiera dell'Isola Norfolk
Bandiera delle Isole Cocos
Bandiera di Lord Howe Island